# Al-Mutawakkil II
Pour les articles homonymes, voir Al-Mutawakkil.

Abû al-`Izz `Abd al-`Azîz al-Mutawakkil `alâ Allah ou Al-Mutawakkil II (1416-1497) est un calife abbasside au Caire entre 1479 et 1497.

## Biographie
Abû al-`Izz `Abd al-`Azîz est le fils d’Al-Musta`in le seul calife d'Égypte à avoir aussi porté le titre de sultan. Il succède à son oncle Al-Mustanjid comme calife abbasside au Caire en 1479, il prend le titre d’Al-Mutawakkil `alâ Allah.
Son règne se déroule pratiquement entièrement sous la tutelle du sultan mamelouk burjite Qaitbay (jusqu'en 1496), puis sous celle de son fils An-Nâsir Muhammad.
Al-Mutawakkil décède en 1497, son fils Al-Mustamsik lui succède.